# Dalmålning

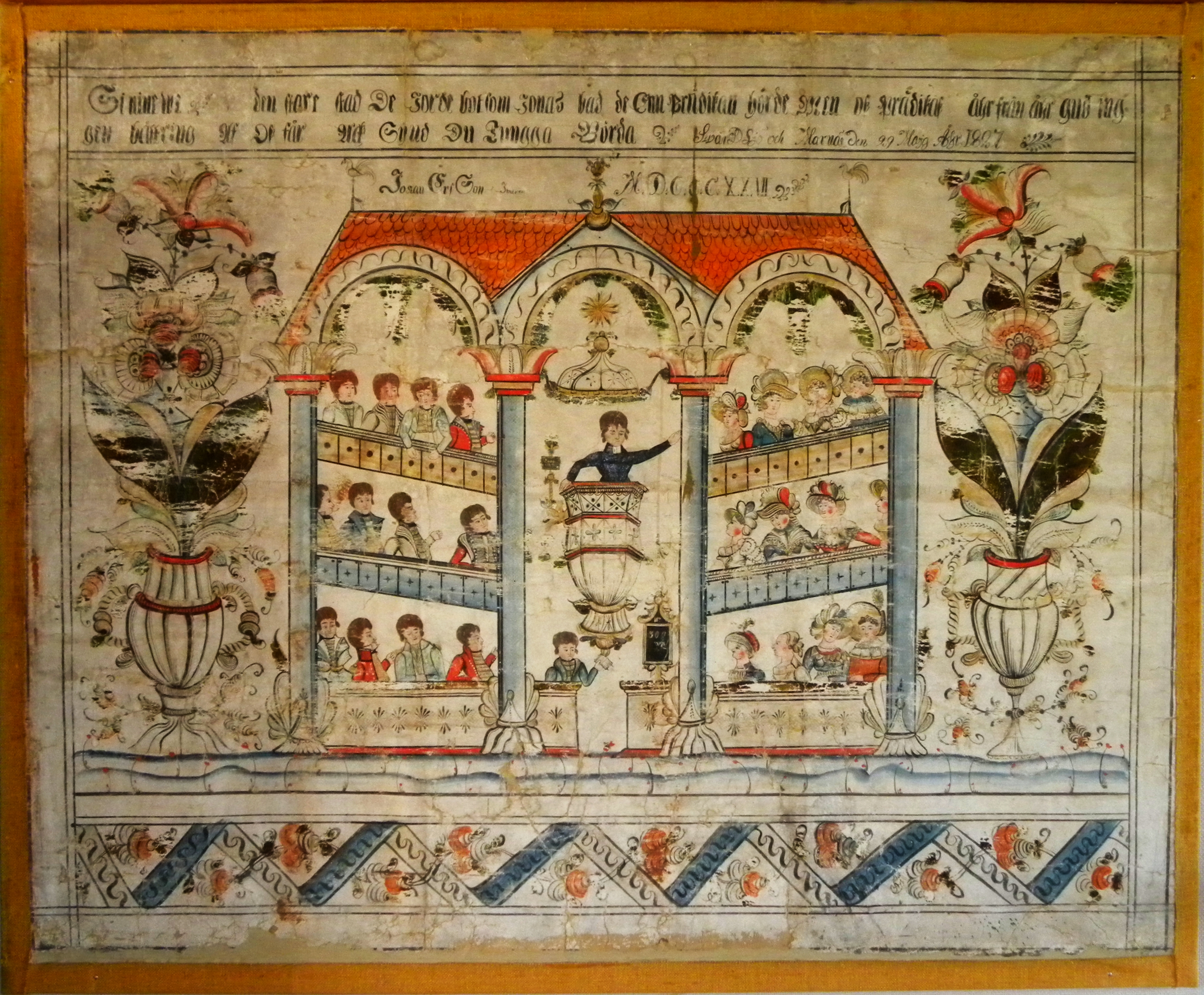
Dalmålning från 20 maj 1827 av Johan Ersson, Marnäs, Svärdsjö.
Psalmtexten:
Si Ninewi den store stad
De Jorde bot som Jonas bad
De Enn prädikan hörde
Men oss prädikas åhr från åhr
Gud ing-gen bättring Af Oss får
Ack Synd Du Tungga Börda

Dalmålning är ett begrepp för det tapetmåleri på väv och papper som utfördes av dalmålare under slutet av 1700-talet fram till slutet av 1800-talet. Många tapeter återfinns i Dalarna men lika ofta i angränsande landskap som Hälsingland, Gästrikland, Västmanland och Uppland. Även i Medelpad och Ångermanland finns mycket dalmåleri bevarat. 
Måleriet hade sitt ursprung i det äldre möbelmåleri som funnits i Dalarna men även från målade tapeter eller tryckta tapeter hos de högre stånden. Motiven är ofta religiösa eller lokalbetonade med folkdräkter, samt målade med klara färger. Ofta användes figurbiblar som förlagor, men även andra billiga och lättöverkomliga träsnitt.

## Dalmåleriets utveckling och framväxt
Möbelmåleriet hade etablerat sig i Dalarna vid slutet av 1600-talet och från början av 1700-talet finns flera bevarade målade möbler från landskapet. Initialt var dekorationerna återhållsamma akantusrankor, men utvecklades under 1700-talet till komplexa blomstermotiv. Rättviksmåleriet växer fram på 1760-talet. Det är ett barockmåleri som har ganska klara släktdrag med allmogemåleri på andra håll i landet, exempel med Tulpanmåleriet i Uppland. Rättviksmåleriet har dock oftast ett rutmönster i senbarockstil eller en byggnad på skåpsdörrar. Det har ganska liten spridning och förekommer oftast bara i Siljanstrakten. Det handlar då i första hand om möbelmåleri. Runt 1780 börjar utvecklingen av det som blir den typiska kurbitsen. Till en början handlar det om en urna med en blomsterkvast, men under 1790-talet blir måleriet allt mer expressivt; blomsterkvasten flödar ut över bilden, urnan försvinner och till slut finns där bara ett abstrakt blomstermotiv.
Missväxtåren 1771–1773 tvingade många dalmålare att gå på arbetsvandring till de närliggande landskapen Uppland, Gästrikland och Hälsingland. Detta gav dalmålarna möjlighet att sätta sin prägel på och sprida sina stildrag till allmogemåleriet i grannlandskapen. Ungefär samtidigt börjar tapetmåleriet att bli ett vanligare arbetsområde för dalmålarna. Det kommer att påverka allmogemålare i angränsande landskap, och många tar upp ett måleri som i många avseenden liknar Dalmåleriet.
Runt 1820 kommer en uppstramning i motiven, och en återgång till en stiliserad blomsterkvast, om än i ljusare färgskala och med mer stiliserade former än på 1700-talet. Framåt slutet på Dalmåleriets tid blir måleriet förenklat och börjar åter likna det expressionistiska måleriet från åren runt 1800. Redan runt 1850 tappar måleriet i popularitet, men i Dalarna håller det sig kvar en tid till. Särskilt tapetmåleriet börjar under slutet av 1800-talet att få ett visst intresse i samband med nationalromantiken, men stilen var då redan på utdöende. En orsak var de industriellt producerade tapeterna. De dalmålningar som utförs i slutet av 1800-talet hade utvecklats starkt och hade ganska lite med det äldsta allmogemåleriet att göra.
Det är Dalmåleriet kring siljanstrakten som normalt är synonymt med Dalmåleri, samtidigt är det värt att notera att det även existerat allmogemåleri i annan stil på andra håll i Dalarna. I Västerdalarna fanns en annan typ av måleri med tydliga influenser från norskt allmogemåleri, som hade sin starkaste period under andra hälften av 1800-talet. I trakten av Enviken fanns en annan måleriskola med influenser från måleriet i Hälsingland.
I takt med samhällsförändringar och renoveringar i slutet av 1800-talet försvann en betydande del av det måleri som varit kvar på ursprunglig plats.

## Bilder

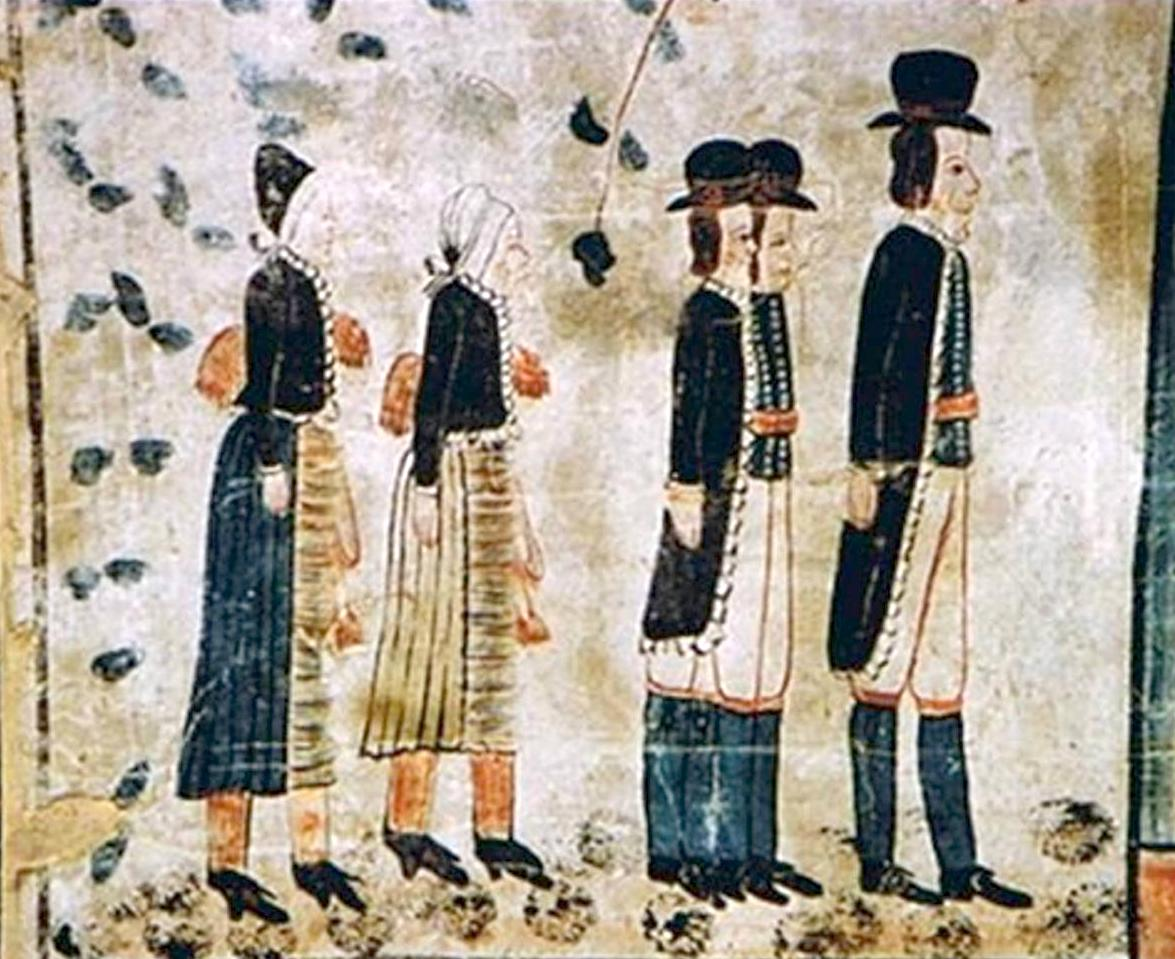
Dalmålning från 1829, okänd målare. Den äldsta kända bilden på en Rättviksdräkt.
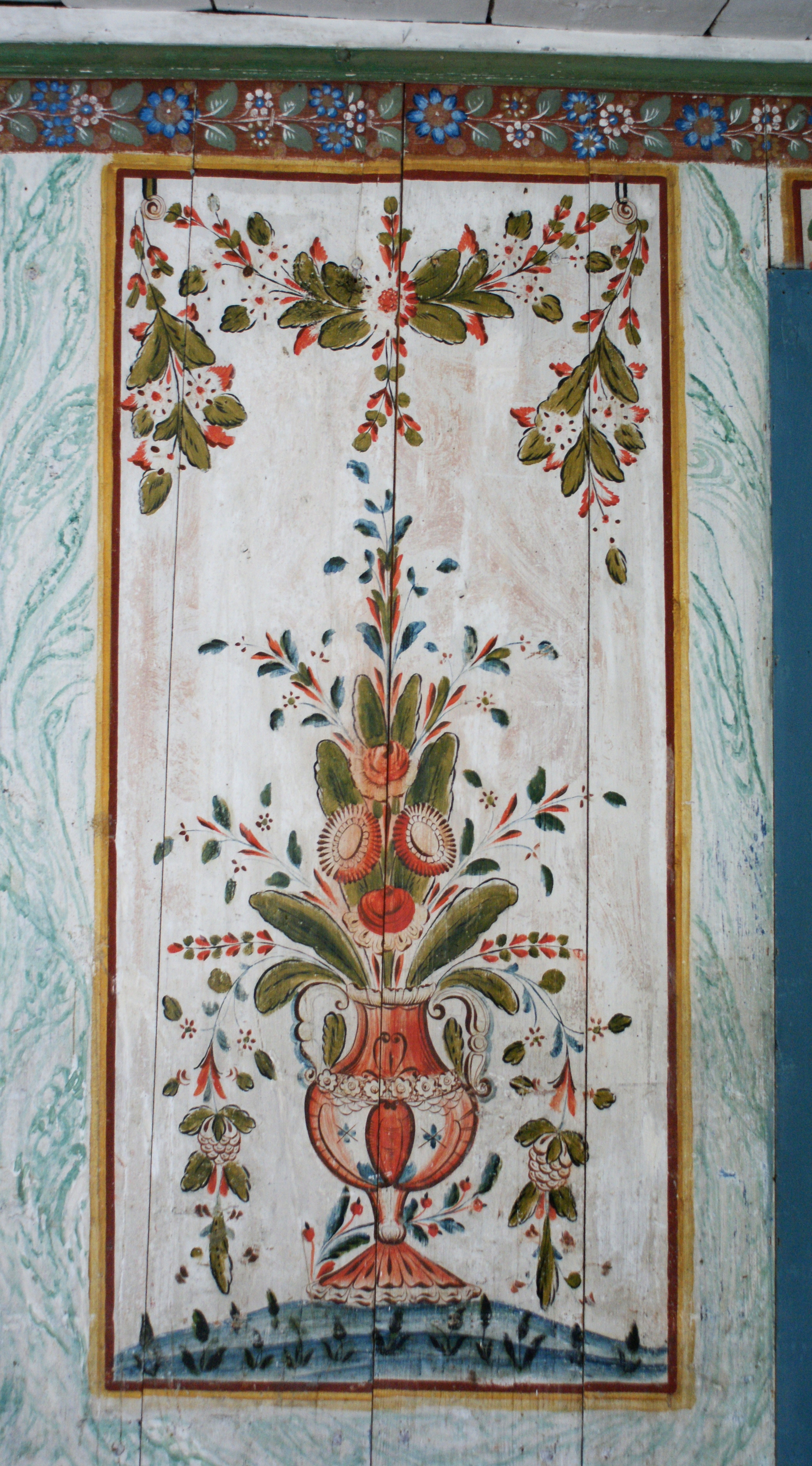
Dalmålning i Morastugan i Bergshamra.
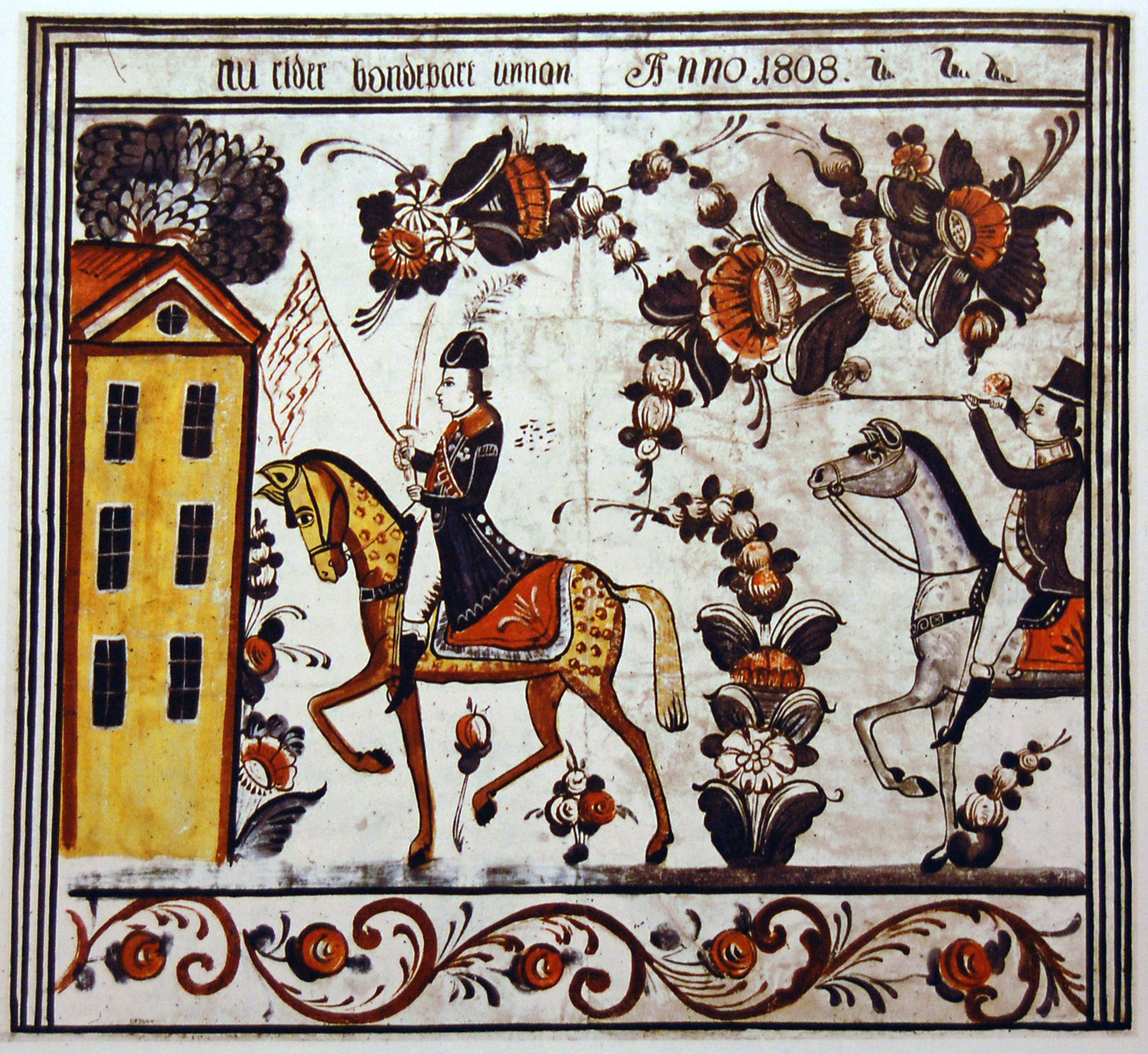
Dalmålning av Back Olof Andersson. "nu rider bondepart unnan Anno 1808". Dalarnas Museum.
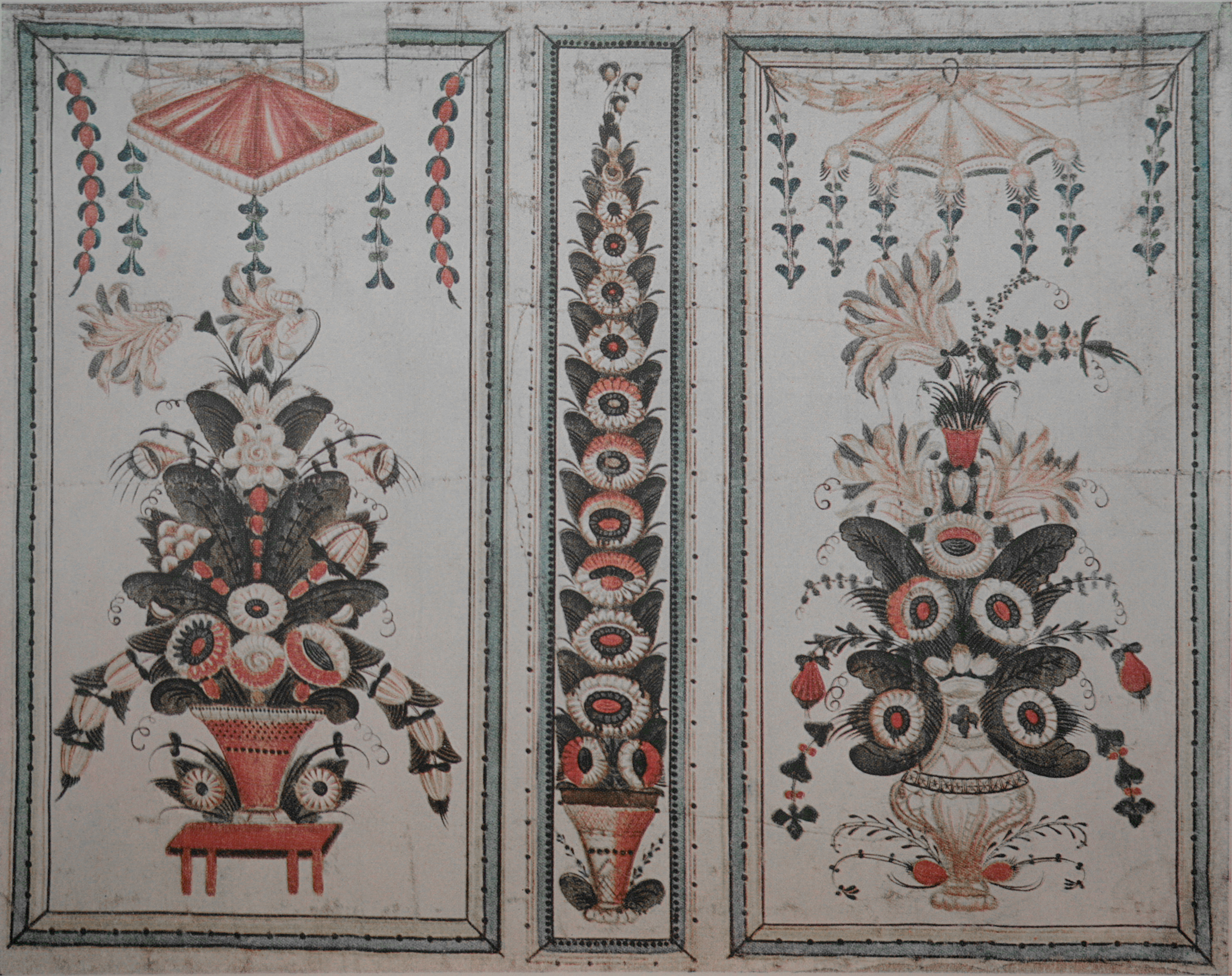
Dalmålning/kurbitsmålning gjord av Björ Anders Hansson, gjord 1805, signerad "drängen AHS", originalet ägs av Nordiska museet i Stockholm.
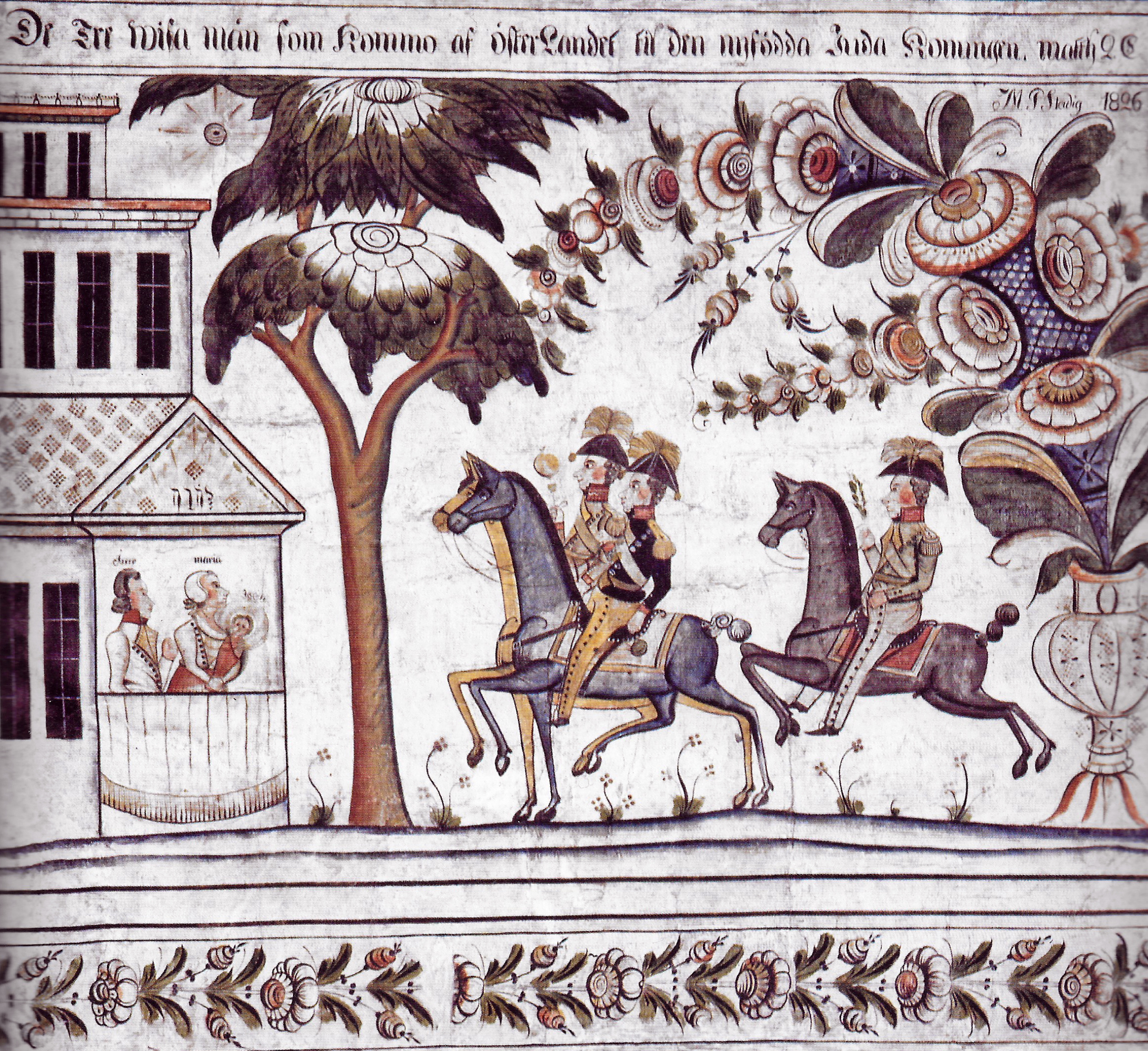
Dalmålning av Mats Persson Stadig. 1826. Motiv: de tre vise männen.